# Muhammad Siddiq al-Minschawi

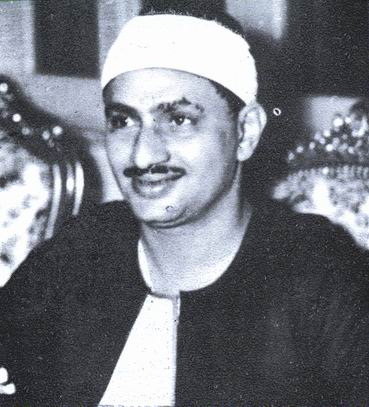
Muhammad Siddiq al-Minschawi

Muhammad Siddiq al-Minschawi (arabisch محمد صِدِّيق المنشاوي, DMG Muḥammad Ṣiddīq al-Minšāwī; * 20. Januar 1920 in al-Manschaa, Ägypten; † 20. Juni 1969 ebenda) war ein ägyptischer Koranrezitator.

## Leben
Muhammad Siddiq al-Minschawi wurde als Sohn des ebenfalls bekannten Koranrezitators, Siddiq al-Minschawi, in Oberägypten geboren. Auch sein Bruder, Mahmud Siddiq al-Minschawi, war ein angesehener Koranrezitator in Kairo. Bereits mit acht Jahren konnte Muhammad den kompletten Koran auswendig. Muhammad al-Minschawi etablierte sich in Oberägypten, bevor er nach Kairo kam. Nachdem er mehrmals abgelehnt worden war, wurde er als Vorleser im ägyptischen Radio zugelassen. Er besuchte mehrere islamische Länder wie Irak, Indonesien, Syrien, Kuwait, Libyen, Palästina und Saudi-Arabien und half Kindern beim Lernen des Korans. 1966 erkrankte er an Ösophagusvarizen und starb am 20. Juni 1969. Er hinterließ eine vollständige rezitierte Aufnahme des Korans.

## Familie

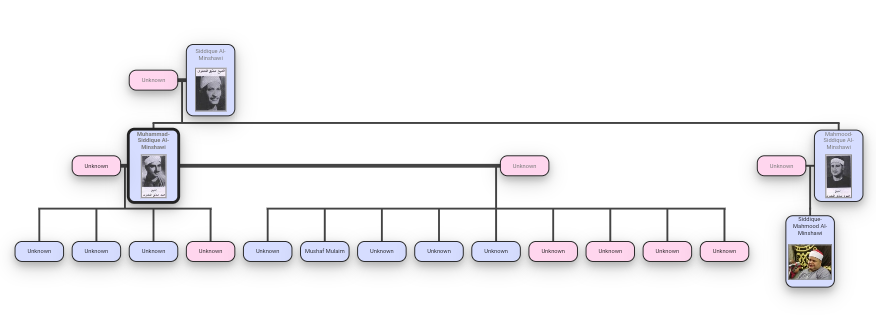
Stammbaum der Familie al-Minschawi

Al-Minschawi war der Sohn von Siddiq al-Minschawi, welcher wiederum der Sohn von Tayyib al-Minschawi ist. Sein Onkel war Ahmad as-Sayyid. Seine Brüder hießen Mahmud und Ahmad. Al-Minschawi war zweimal verheiratet. Mit seiner ersten Frau hatte er vier Jungen und zwei Mädchen, mit der zweiten fünf Jungen und vier Mädchen.